# Natriumacetat

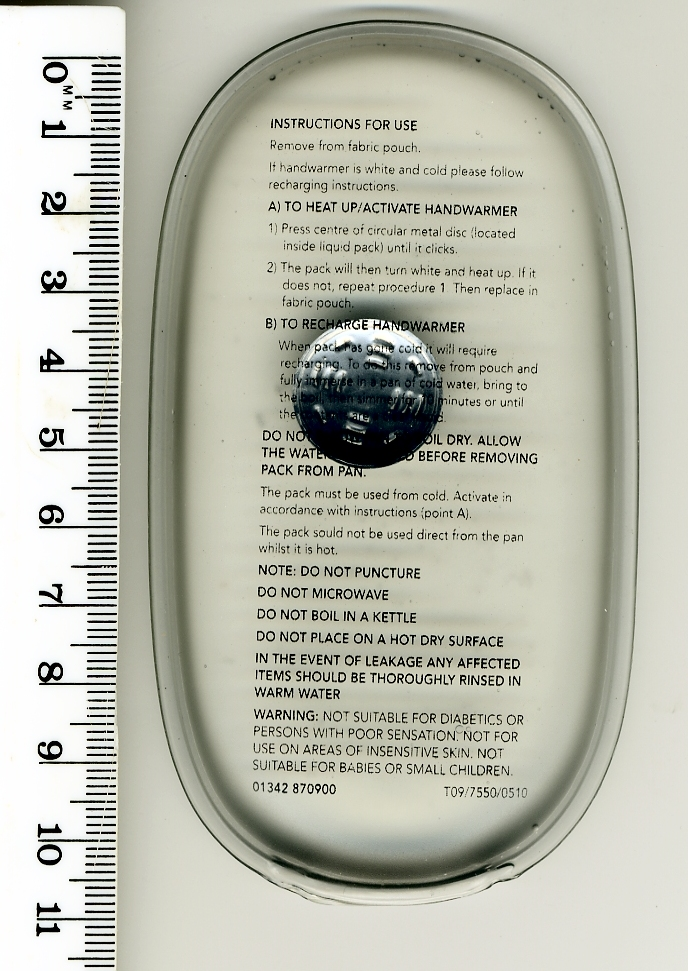
Handvärmare med natriumacetat. Fjäderbrickan används för att skapa nukleation.

Natriumacetat eller natriumetanoat är ett salt av natrium och ättiksyra med formeln NaCH3COO.

## Egenskaper
Natriumacetat förekommer vanligen som trihydrat (NaC2H3O2·3H2O). Vid upphettning avdunstar kristallvattnet vid ~120 °C och saltet blir anhydrat. Vid 324 °C sönderfaller det till natriumoxid (Na2O) och acetaldehyd (CH3CHO).

## Framställning
Natriumacetat är en lagervara som tillverkas i stora kvantiteter. Vanligen tillverkas den genom att lösa natriumkarbonat (Na2CO3), natriumvätekarbonat (NaHCO3) eller natriumhydroxid (NaOH) i ättiksyra (CH3COOH).
{\displaystyle {\rm {Na_{2}CO_{3}+2\ CH_{3}COOH\rightarrow 2\ NaC_{2}H_{3}O_{2}+CO_{2}+H_{2}O}}}
{\displaystyle {\rm {NaHCO_{3}+CH_{3}COOH\rightarrow NaC_{2}H_{3}O_{2}+CO_{2}+H_{2}O}}}
{\displaystyle {\rm {NaOH+CH_{3}COOH\rightarrow NaC_{2}H_{3}O_{2}+H_{2}O}}}

## Användning

### Industriellt
Natriumacetat används för att neutralisera svavelsyra och som fotoresist vid färgning med anilinfärger. Det används också som betmedel vid förkromning.

### I livsmedel
Natriumacetat används i livsmedel, ofta tillsammans med ättika, och har då E-nummer 262. Det är det smakmedel som används i "salt och vinäger"-smakande potatischips.

### Handvärmare
Trihydrat av natriumacetat smälter vid 58 °C. Om det sedan hettas upp över 100 °C blir lösningen övermättad. Den övermättade lösningen kan underkylas utan att stelna. Vid nukleation stelnar natriumacetatet i en exotermisk reaktion som ger 264 – 289 kJ/kg. Till skillnad från handvärmare som bygger på irreversibla kemiska reaktioner kan natriumacetat kokas och återanvändas.